# 教授言語
教授言語（英: Medium of instruction　教授用語、教育言語、媒介言語、教育語、教授語、媒介語、教育媒介、教授媒介）は、主に学校教育における教授に使用される言語。しかし、その地域の公用語・共通語・国語が教授用語であるとは限らない。一般に旧植民地である開発途上国では英語をはじめとした旧宗主国の言語で教育が行われる傾向にあるが、近年は非英語圏の先進国においても、英語による授業のみで学位取得が可能なプログラムを提供する大学が増加傾向にある。これはグローバル経済に対応できる人材を育成するため、英語圏の大学に対抗し留学生に訴求するため、などの理由から行われている。

## 各国の教授言語

### アジア
- 日本では、教授言語として日本語が用いられている場合が多い。
  - 以下は日本の学校教育法に基づく大学もしくはその部局、課程であるが、ほぼ全ての授業が英語で行われている。
    - 国際教養大学
    - 早稲田大学国際教養学部
    - 東京大学のPEAK(Programs in English at Komaba)コース
    - 上智大学のSophia Program for Sustainable Futures(SPSF)コース
    - 国際大学

  - ろう学校では日本手話や日本語対応手話、中間手話などを使って教育をしている場合もある。
- シンガポールでは、各民族の言語が科目として置かれているほかは、全て英語で授業が行われている｡
- マカオでは、公用語が中国語とポルトガル語でありほとんどの学校で中国語（広東語）を教授言語としているが、一部の学校では英語を教授言語としている。
- ブータンでは小学校一年生から、国語であるゾンカ語をのぞく全ての授業が英語で行われている。
- 中央アジア諸国では多くの学校でロシア語が教授言語となっている。

### アフリカ
- 北アフリカ諸国ではアラビア語に加えてベルベル人に対してはベルベル語も教授言語となっている。
- ブラックアフリカ諸国では、ほとんどの国で旧宗主国の言語（英語、フランス語、ポルトガル語、スペイン語）が教授言語となっている。
- 例外的にタンザニアでは初等教育がスワヒリ語で教授される。

### ヨーロッパ
- アイルランドではほとんどの学校で英語を使うがアイルランド語を使う学校も増えつつある。
- エストニアではエストニア語が使用されるが、南部の26の学校では週一回ヴォロ語を教えている。
- スイスでは、ほとんどの学校が、ドイツ語、フランス語、イタリア語、ロマンシュ語のいずれかを使っている。
- スコットランドでは、スコットランドゲール語の復興は最近始まったばかりのため、ほとんどの学校で英語を使っている。
- フィンランドの多くの学校では、公用語であるフィンランド語が使われるが、併せて公用語であるスウェーデン語を使う学校も沿岸部に少しだけある。北部にはサーミ語で授業をする学校もある。
- ベラルーシでは主にロシア語で授業が行われているが地方部にはベラルーシ語で授業を行う学校も多く存在する。
- ベルギーでは、オランダ語、フランス語、ドイツ語が使われている。
- フランスでは、公教育における教授言語をフランス語に限り、少数言語による教育を認めない法制がしばしば議論の的になっている。
- マン島では英語を使うがマン島語も復活しつつある。
- モルドバではモルドバ語（ルーマニア語）が使われるが、ロシア語も多少使われている。
- ルーマニアではルーマニア語が教授言語だが、ドイツ人やマジャル人などの少数民族はそれぞれの言語で教育を受けることも認められている。

### 北アメリカ
- アメリカ合衆国では英語が使われるが、スペイン語、フランス語（ルイジアナ州）、ハワイ語（ハワイ州）、アメリカ・インディアン諸言語などもよく使われている。
- カナダでは英語とフランス語がほとんどの学校で教授言語だが、北部ではイヌイット諸語が使われている。

### 南アメリカ
- ブラジルではブラジルポルトガル語が教授言語である。
- イスパノアメリカでは、例外なくスペイン語が教授言語である。
- パラグアイではスペイン語と共にグアラニー語が用いられることもある。
- ボリビアでは先住民運動の結果、スペイン語と共にケチュア語やアイマラ語が用いられることもある。
- エクアドルでは先住民運動の結果、スペイン語と共にキチュア語（ケチュア語のエクアドル方言）やシュアール語が用いられることもある。
- チリでは先住民運動の結果、先住民族のマプーチェ人に対し、マプーチェ語教育が行われつつある。

### オセアニア
- オーストラリアではほとんどの学校が英語を用いる。
- ニュージーランドでは多くの学校で英語を教授言語としているが、マオリ語で教える幼稚園と小学校も増えつつある。